# Eibiswald
Eibiswald  är en ort och kommun i Österrike. Den ligger i distriktet Deutschlandsberg i förbundslandet Steiermark, 190 kilometer sydväst om huvudstaden Wien. Kommunen gränsar i söder mot Slovenien.
Den nuvarande kommunen bildades 2015 vid en kommunreform i Steiermark genom en sammanslagning av kommunerna Aibl, Eibiswald, Großradl, Pitschgau, Sankt Oswald ob Eibiswald och Soboth. Den består av 26 orter (Ortschaften) (inom parentes invånarantal 1 januari 2024):

- Aibl (425)
- Aichberg (433)
- Bachholz (54)
- Bischofegg (217)
- Eibiswald (1 391)
- Feisternitz (332)
- Hadernigg (165)
- Haselbach (296)
- Hörmsdorf (801)
- Kleinradl (64)
- Kornriegl (27)
- Krumbach (140)
- Laaken (13)
- Mitterstraßen (84)
- Oberlatein (147)
- Pitschgau (146)
- Pongratzen (97)
- Rothwein (24)
- Sankt Bartlmä (23)
- Sankt Lorenzen (167)
- Sankt Oswald ob Eibiswald (295)
- Soboth (257)
- Stammeregg (340)
- Staritsch (95)
- Sterglegg (112)
- Wuggitz (156)